# Alysicarpus longifolius
Alysicarpus longifolius är en ärtväxtart som först beskrevs av Spreng., och fick sitt nu gällande namn av Robert Wight och George Arnott Walker Arnott. Alysicarpus longifolius ingår i släktet Alysicarpus och familjen ärtväxter.

## Underarter
Arten delas in i följande underarter:
- A. l. longifolius
- A. l. major
- A. l. pygmaeus

## Bildgalleri

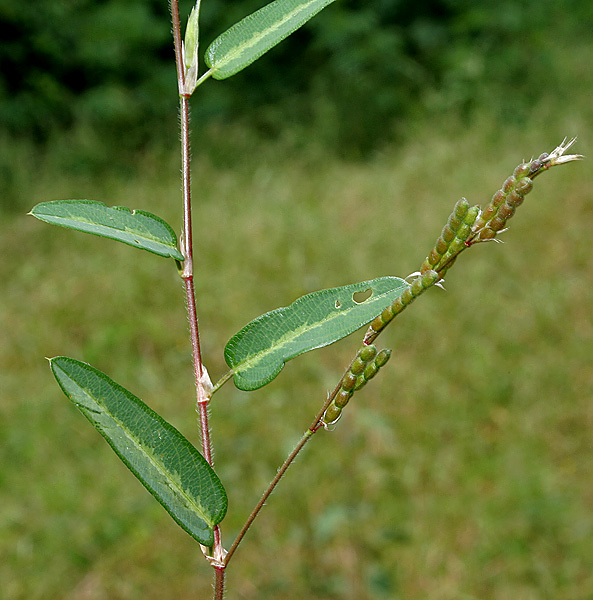